# Neobatrachus fulvus
Neobatrachus fulvus är en groddjursart som beskrevs av Mahony och Roberts 1986. Neobatrachus fulvus ingår i släktet Neobatrachus och familjen Limnodynastidae. IUCN kategoriserar arten globalt som livskraftig. Inga underarter finns listade i Catalogue of Life.